# Швезинг
Швезинг (нем. Schwesing) — община в Германии, в земле Шлезвиг-Гольштейн.
Входит в состав района Северная Фризия. Подчиняется управлению Фиёль. Население составляет 925 человек (на 31 декабря 2010 года). Занимает площадь 15,63 км².
Официальным языком в населённом пункте, помимо немецкого, является севернофризский.

## Население
| Год  | Численность | Численность |
| ---- | ----------- | ----------- |
| 1975 | 735         | [ 4 ]       |
| 2017 | 950         | [ 1 ]       |
| 2019 | 954         | [ 5 ]       |
| 2021 | 947         | [ 6 ]       |
| 2022 | 955         | [ 7 ]       |
| 2023 | 937         | [ 2 ]       |